# Исак Самоковлија
Исак Самоковлија (Горажде, Аустроугарска, 3. децембар 1889 — Сарајево, 15. јануар 1955) је био југословенски и јеврејски (сефардски) књижевник.

## Биографија
Гимназију је завршио у Сарајеву, а медицину је студирао у Бечу. Живео је и радио у Горажду, Фојници и Сарајеву. Писао је приповетке и драме са темама из живота јеврејске заједнице у Босни.
Његова породица се у Босну доселила из Самокова у Бугарској, одакле потиче њихово презиме. У младости је писао прилоге за књижевни часопис „Јеврејски живот“ и преводио дела јеврејских писаца. Своју прву приповетку „Рафина авлија“ објављује 1927. у Српском књижевном гласнику, а две године касније излази прва збирка приповедака „Од прољећа до прољећа“. Други светски рат је преживео у усташком заробљеништву, из кога је утекао пред крај рата. За његово најбоље дело важи збирка приповедака „Носач Самуел“ из 1946. После рата имао је неколико функција у књижевним институцијама, укључујући место председника Удружења писаца БиХ. Уређивао је књижевни часопис „Бразда“ у периоду 1948-1951. После тога је радио као уредник у издавачком предузећу „Свјетлост“.